# 9A-91
Le 9A-91 est un fusil d'assaut utilisé par les forces de police russes (OMON du MVD).

## Caractéristiques
- Type : fusil d'assaut compact muni d'une crosse repliable
- Concepteur/fabricant : KBP/TOZ, Toula (Russie)
- Mécanisme : emprunt des gaz, sélecteur de tir, verrouillage rotatif de la culasse par 4 tenons.
- Production : depuis 1994
- Munition : 9 × 39 mm russe
- Longueur totale : 38,3 ou 60,5 cm (selon la position de la crosse)
- Masse de l'arme vide : 2,1 kg
- Cadence de tir : 700-900 coups par minute
- Chargeur : 20 coups
- Matériaux : acier et polymère (garnitures et chargeur)

## Dans la culture populaire

### Les jeux vidéo
- Le 9A-91 est la première arme des ingénieurs dans Battlefield : Bad company 2.
- Il est disponible dans Survarium, pour la faction des Fringe Settlers[1].
- Aussi disponible dans le jeu Escape from Tarkov, chez le marchand Prapor.

## Source et bibliographie
1. ↑  « The Fringe Settlers - survarium.com », sur eu.survarium.com (consulté le 20 octobre 2015)

Cette notice est une adaptation en français de celle de l'ouvrage suivant : 
- M. Popenker & A.G. Williams, Assault rife, Crowood Press, 2004